# パチンコと暗号の追跡ゲーム
『パチンコと暗号の追跡ゲーム』（パチンコとあんごうのついせきゲーム）は、伽古屋圭市による日本の推理小説、ミステリー小説。第8回『このミステリーがすごい!』大賞の優秀賞受賞作。

## ストーリー
痴漢冤罪事件で会社をクビになって以来、パチプロになった山岸は突然現れた謎の美女・シエナに見込まれ、一儲けに手を借すことになってしまった。さらにもう一人の仲間に引き合わされ、暗号の解読を求められ、とんでもない事件に巻き込まれていく。